# La coronació d'espines (Ticià, Louvre)
La coronació d'espines és un quadre de Ticià (com indica la inscripció Titianus F. en un dels graons). Realitzat entre 1542 i 1544, és un quadre clau del període comprès entre els seus treballs per a les corts italianes de Ferrara, Màntua i Urbino, i les obres per als Farnesio de Roma, on Ticià es va traslladar el 1545.
Es troba al Museu del Louvre i el pintà per encàrrec de la confraria de l'església de Santa Maria delle Grazie, de Milà, per adornar l'altar de la capella de la Santa Corona.

## El tema
La coronació de Crist és un relat esmentat en els evangelis de Mateu (27:29), Marc (15.17) i Joan (19:2, 5). Ticià hi reflecteix amb molta passió la burla i el dany que busquen ocasionar els soldats de Pilat a Jesucrist, la qual cosa el governador romà permet per tractar de satisfer els jueus sense haver d'executar-lo, com pretenien aquests. És representat en multitud d'ocasions per molts pintors de tots els temps.

## Descripció de l'obra

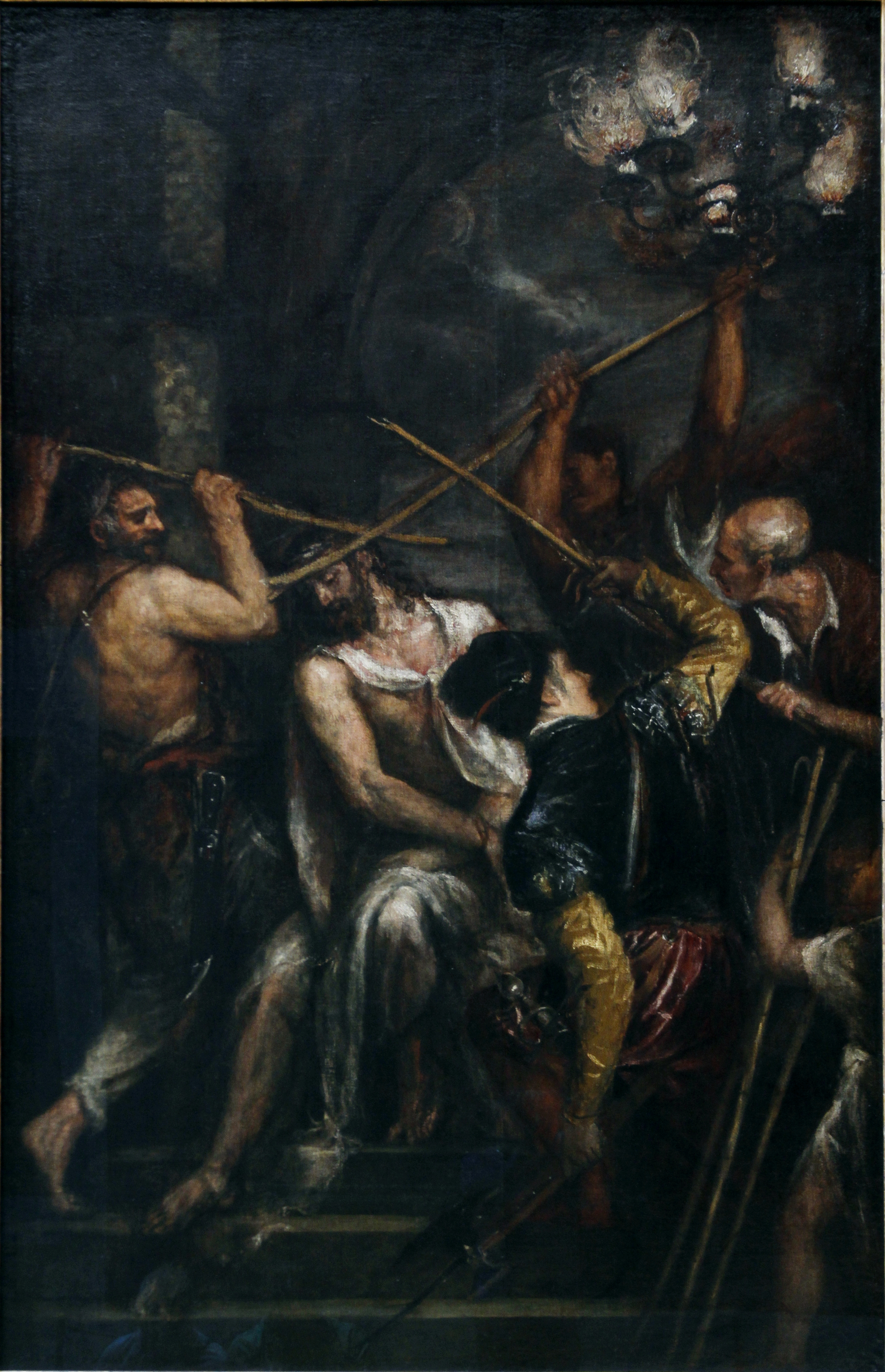
La coronació d'espines, 1572 – 1576, Pinacoteca Antiga de Múnic

L'autor reflecteix amb un intens dramatisme l'episodi bíblic en un context al·ludit pel bust de l'emperador Tiberi, que és representat sota l'arc de mig punt romà.
Tots els personatges de l'obra reflecteixen per la seua anatomia i posa les figures de les estàtues clàssiques representades per Miquel Àngel, que podria denominar-se terribilitat.
S'ha considerat aquest retaule com la resposta del pintor a les influències manieristes vingudes de Roma i la Toscana, i que es manifesten en les pintures per la monumentalitat, l'emulació de l'antiguitat i l'elegància en el dibuix, a la qual cosa Ticià suma el típic colorit venecià.
Aquesta pintura fou un fort motiu d'inspiració per a Caravaggio.
Ticià adapta l'estil de les seues figures al tema tractat, com era el seu costum.